# Karl Ekman (översättare)
Karl Ekman, född 1895 i Bratislava, död 1962 i Helsingfors, var en finlandssvensk författare och översättare. Utöver nedan förtecknade böcker skrev han en rad företagsmonografier.